# Watertoren (Tongeren Watertorenstraat)
De watertoren aan de Watertorenstraat in het Belgische Tongeren werd in 1903 gebouwd en heeft een hoogte van 23 meter.

## Beschrijving
De cilindervormige voet van de toren heeft een diameter van 6,90 meter. Het plaatijzeren reservoir (hangbodemkuip) heeft een capaciteit van 200 kubieke meter. De veelhoekige beplankte ommanteling kraagt licht over. De kuip wordt omringd door een veelhoekige metalen gaanderij. De toren wordt bekroond door een natuurleien tentdak met centraal een polygonale verluchtingskoker. Sinds 5 juni 1998 heeft de toren, van het basistype C, de status van monument.
De toren werd in 1994 gesloten en buiten gebruik genomen omdat het drinkwater vervuild was door uitwerpselen en kadavers van duiven. Na het verkrijgen van de monumentale status werd in 2003 begonnen met de restauratie die in september 2005 voltooid werd. De toren werd tijdens de restauratie volledig afgebroken en opnieuw gemonteerd. De kosten van de restauratie bedroegen 740.000 euro. Ongeveer 60% daarvan kwam van de Vlaamse gemeenschap.
Beringen ·
Beverlo ·
Bilzen (Brugstraat) ·
Bilzen (Hasseltstraat) ·
Bocholt (Driemorgenstraat) ·
Bocholt (Grote Baan) ·
Borgloon ·
Bree ·
Diepenbeek ·
Genk (Boslaan) ·
Genk (Priesterhaagstraat) ·
Genk (Vogelkersstraat) ·
Groot-Gelmen ·
Hamont (Oude Watertorenstraat) ·
Hamont (Watertorenstraat) ·
Hasselt (Armand Hertzstraat) ·
Hasselt (Hoogveld) ·
Hasselt (Kempische Steenweg) ·
(Hasselt (Kuringersteenweg) ·
Hasselt (Sint-Truidersteenweg) ·
Hasselt (Willekensmolenstraat) ·
Hechtel ·
Helchteren ·
Herderen ·
Hoesselt ·
Houthalen ·
Kaulille ·
Koersel (Corceliusstraat) ·
Koersel (Koolmijnlaan) ·
Kuringen ·
Kwaadmechelen ·
Lanaken ·
Lommel (A. Philipsweg) ·
Lommel (Hoogstraat) ·
Lummen (Industrieweg) ·
Lummen (Sint-Ferdinandstraat) ·
Meeuwen ·
Paal ·
Peer ·
Rosmeer ·
Rutten ·
Tessenderlo ·
Tongeren (Overhaemlaan) ·
Tongeren (Watertorenstraat) ·
Veldwezelt ·
Vroenhoven ·
Zolder (Galgenbergstraat) ·
Zolder (Koolmijnlaan) ·
Zutendaal